# Body Brokers
Body Brokers ist ein am 19. Februar 2021 veröffentlichter Thriller von John Swab.

## Handlung
Utah und Opal sind Junkies und leben im ländlichen Ohio auf der Straße. Eines Tages spricht sie ein Mann namens Wood an, der sie für eine Therapie nach Los Angeles bringt. Während Utah mit Hilfe von Dr. White den Entzug übersteht, findet Opal heraus, dass es dieser Klinik nicht darum geht, Junkies zu helfen, sondern diese nur der Deckung einer milliardenschweren Betrugsmasche dient. Utah muss nun entscheiden, ob der mit dem Geschäft reich werden oder doch Opal helfen soll.

## Produktion
Alice Englert spielt Opal. Jack Kilmer übernahm die männliche Hauptrolle und spielt Utah. Er ist der Sohn von Val Kilmer und Joanne Whalley.
Die Dreharbeiten fanden in Los Angeles und im August 2019 in Tulsa, Oklahoma, statt.
Im Januar 2021 stellte Vertical Entertainment den ersten Trailer vor. Der Filmverleih wählte für die Veröffentlichung eine Hybridform. Der Film wird am 19. Februar 2021 in ausgewählten Kinos in den USA und gleichzeitig als Video-on-Demand und digital erscheinen. Die Vertriebsrechte an dem Film erwarb Vertical Entertainment.

## Altersfreigabe
In den USA erhielt der Film von der MPAA ein R-Rating, was einer Freigabe ab 17 Jahren entspricht.

## Bewertung
Body Brokers hatte auf Rotten Tomatoes am Tag der Veröffentlichung eine Zustimmungsrate von 43 %, basierend auf 7 Bewertungen.